# Lamin (ort i West Coast)
Lamin är en ort i Gambia. Den ligger i regionen West Coast, i den västra delen av landet, 10 km sydväst om huvudstaden Banjul. Antalet invånare var 23 744 vid folkräkningen 2013.